# Thagria bryani
Thagria bryani är en insektsart som beskrevs av Nielson 1977. Thagria bryani ingår i släktet Thagria och familjen dvärgstritar. Inga underarter finns listade i Catalogue of Life.